# Fulvio Emiliano
Fulvio Emiliano (latino: Fulvius Aemilianus; fl. 244) fu un senatore e un politico dell'Impero romano.
Emiliano era un italico e un patrizio: suo padre era Lucio Fulvio Gavio Numisio Petronio Emiliano, console per l'anno 206. Emiliano fu nominato console per il 244.
In passato si riteneva che Emiliano avesse poi esercitato un secondo mandato nel 249, pratica che implicava solitamente la nomina a praefectus urbi tra i due mandati; considerando la difficoltà che due consolati siano stati esercitati in appena sei anni, si ritiene oggi che il console per il 249 sia stato suo fratello Lucio Fulvio Gavio Numisio Emiliano.